# スティーヴン・クラーク (マイアミ市長)
スティーヴン・ピーター・クラーク（Stephen Peter "Steve" Clark, 1923年11月19日 - 1996年6月4日）は、アメリカ合衆国の政治家。

## 生涯
フロリダ州マイアミ・デイド郡の郡長（1970年-1972年、1974年-1993年）、およびフロリダ州マイアミの市長（1967年-1970年、1993年-1996年）を務めた。
1996年に胃癌により死去。
スティーブン・P・クラーク政府センター、マイアミ・デイド郡の郡庁は彼に因んで命名された。